# Tituly a vyznamenání Klimenta Jefremoviče Vorošilova

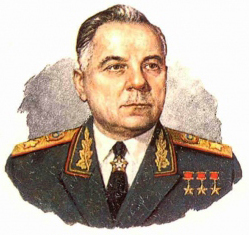
Podobizna K. J. Vorošilova se dvěma hvězda Hrdiny Sovětského svazu a hvězdou Hrdiny socialistické práce

Sovětský státník a maršál Sovětského svazu Kliment Jefremovič Vorošilov obdržel během svého života řadu sovětských i zahraničních řádů a medailí.

## Vyznamenání

### Sovětská vyznamenání

#### Čestné tituly
Byl jedním ze 154 osobností, kteří obdrželi dvakrát čestný titul Hrdiny Sovětského svazu a jedním z 11 lidí, kterým byly uděleny oba nejvyšší sovětské čestné tituly, tedy titul Hrdina Sovětského svazu a Hrdina socialistické práce.
- Hrdina Sovětského svazu – 3. února 1956 – udělen v souvislosti s jeho 75. narozeninami
- Hrdina Sovětského svazu – 22. února 1968 – udělen v souvislosti s 50. výročím Ozbrojených sil SSSR
- Hrdina socialistické práce – 7. května 1960

#### Řády
- Leninův řád – udělen osmkrát – 23. února 1935 (č. 880), 22. února 1938 (č. 3582), 2. února 1941 (č. 14851), 21. února 1945 (č. 26411), 3. února 1951 (č. 128065), 3. února 1956 (č. 313410), 3. února 1961 (č. 331807) a 22. února 1968 (č. 340967)
- Řád rudého praporu – udělen šestkrát – 26. června 1919 (č. 47), duben 1921 (č. 629/2), 2. prosince 1925 (č. 27/3), 22. února 1930 (č. 5/4), 3. listopadu 1944 (č. 1/5) a 24. června 1948 (č. 1/6)
- Řád Suvorova I. třídy – 22. února 1944, č. 125
- Řád rudého praporu Uzbecké SSR – 17. února 1930
- Řád rudého praporu Tádžické SSR – 14. ledna 1933, č. 148
- Řád rudého praporu Zakavkazské SFSR – 25. února 1933

#### Medaile
- Medaile za vítězství nad Německem ve Velké vlastenecké válce 1941–1945 – 1945
- Pamětní medaile 800. výročí Moskvy – 21. září 1947
- Pamětní medaile 250. výročí Leningradu – 1957
- Jubilejní medaile 20. výročí vítězství ve Velké vlastenecké válce 1941–1945 – 1965
- Medaile 20. výročí dělnicko-rolnické rudé armády – 22. února 1938
- Medaile 30. výročí sovětské armády a námořnictva – 22. února 1948
- Medaile 40. výročí Ozbrojených sil SSSR – 17. února 1958

### Zahraniční vyznamenání
- Finsko
  -  velkokříž Řádu bílé růže
- Kambodža
  -  velkokříž Královského řádu Kambodži – 1956[2]
- Mongolsko
  -  Hrdina Mongolské lidové republiky – 29. května 1957
  -  Süchbátarův řád – udělen dvakrát
  -  Řád rudého praporu – udělen třikrát
  -  Řád polární hvězdy
  -  Medaile Za vítězství nad Japonskem

### Ostatní ocenění
- čestný občan Smyrny – listopad 1933[3] (ve Smyrně existovala také ulice pojmenovaná po maršálu Vorošilovi, která byla v roce 1956 přejmenována)